# Metin Oktay
Metin Oktay (2. února 1936, İzmir – 13. září 1991, Istanbul) byl turecký fotbalista.
Hrál útočníka, především za Galatasaray.

## Hráčská kariéra
Metin Oktay hrál útočníka za İzmirspor, Galatasaray a Palermo. Mnohokrát byl ligovým králem střelců a je nejlepším střelcem v historii Galatasaraye.
V reprezentaci hrál 36 zápasů a dal 19 gólů.

## Úspěchy

### Klub
Galatasaray
- Turecká liga (2): 1962–63, 1968–69
- Turecký pohár (4): 1962–63, 1963–64, 1964–65, 1965–66
- Istanbulská liga (2): 1955–56, 1957–58

### Individuální
- Král střelců izmirské ligy (1): 1954–55
- Král střelců istanbulské ligy (4): 1955–56, 1956–57, 1957–58, 1958–59
- Král střelců turecké ligy (6): 1959, 1959–60, 1960–61, 1962–63, 1964–65, 1968–69